# NGC 3657
NGC 3657 је спирална галаксија у сазвежђу Велики медвед која се налази на NGC листи објеката дубоког неба.
Деклинација објекта је + 52° 55' 16" а ректасцензија 11h 23m 55,4s. Привидна величина (магнитуда) објекта NGC 3657 износи 12,3 а фотографска магнитуда 13,0. Налази се на удаљености од 22,4000 милиона парсека од Сунца. NGC 3657 је још познат и под ознакама UGC 6406, MCG 9-19-65, CGCG 268-30, IRAS 11212+5310, PGC 35002.